# Kang Min Kyung
Kang Min Kyung (강민경, født 3. august 1990) er en sydkoreansk sangerinde. Hun er medlem af den koreanske kvindelige duo Davichi. Foruden en musikalsk karriere har hun medvirket på fjernsyn, i film og musicals. 
Hun er sopran. Nogle af hendes musikalske optrædener er "Knowing I Should Forget You", "With My Tears" og "Ta Ta Ta". 